# Tangenziale di Trento
La Tangenziale di Trento è un insieme di più strade ad 1 o 2 corsie per senso di marcia ad alto scorrimento, che mette in collegamento la maggior parte dei comuni posti nella Valle dell'Adige. Le strade permettono quindi l'attraversamento dei comuni limitrofi a Trento ed il capoluogo stesso senza passare per il centro abitato e quindi favorire una scorrevolezza maggiore in città. Complessivamente, le parti sud e ovest della tangenziale hanno una lunghezza totale di 15,930 km, calcolata dall'uscita 1 all'uscita 10.
Il punto dove la tangenziale raggiunge la sua larghezza massima è a Trento est, dove si registrano 9 metri (singola carreggiata più banchine), di cui 3,50 metri per corsia (2 corsie per senso di marcia). Invece la sua larghezza minima si trova sul Viadotto di Canova, ovvero 6,60 metri (singola carreggiata più banchine), di cui 3,10 metri per corsia (2 corsie per senso di marcia).
La strada viene divisa in 3 pezzi: Tangenziale Sud, Tangenziale Ovest e Tangenziale Nord (o SP 235).

## Tangenziale Sud di Trento
La Tangenziale Sud di Trento, inizia nei pressi di Mattarello direttamente sulla strada statale 12 dell'Abetone e del Brennero, dove è presente anche l'uscita per il paese stesso e si estende fino all'arrivo al bivio con la strada provinciale 90 Destra Adige, dove è possibile raggiungere la frazione di Ravina prendendo l'uscita "3" (attualmente in costruzione); oppure proseguendo, è possibile uscire verso Via Alcide Degasperi o continuare in direzione nord sulla Tangenziale Ovest di Trento.
Le uniche uscite che si incontrano sul percorso sono per il Parco Oipa cani (solo in direzione nord), "uscita 1" per Mattarello - Aldeno, "uscita 2" per Trento sud (dove è possibile raggiungere la SS 350 per Vicenza - Schio - Piovene Rocchette e la SS 349 per l'Altopiano della Vigolana), ed infine uscita Via Fersina (che permette il raggiungimento del centro abitato di Trento). Ha una lunghezza complessiva di 8,17 chilometri e questo tratto della tangenziale, che percorre anche la SS 12, va dal km 368,3 al km 376,47 della stessa.
Sulla strada è possibile percorrere sempre ad una velocità che varia dai 70 ai 90 km/h e nel tratto tra l'uscita 1 e l'uscita 3 ci sono 2 corsie di percorrenza per senso di marcia.
| dell'Abetone e del Brennero Tangenziale Sud di Trento | |       |                                |        |           |
| Tipo                                                  | Indicazione | km    | Note                           | Corsie | Comune    |
|                                                       | dell'Abetone e del Brennero - Verona - Rovereto |       |                                | 1      | Besenello |
|                                                       | Mattarello - Acquaviva - Zona artigianale | 367,8 |                                | 1      | Besenello |
|                                                       | Parco Oipa cani | 370,8 | (solo direzione nord)          | 1      | Trento    |
|                                                       | Mattarello - Aldeno | 371,3 | Uscita 1                       | 1      | Trento    |
|                                                       | Trento sud - Brennero-Modena di Folgaria e Val d'Astico - Vicenza - Schio - Piovene Rocchette di Val d'Assa e Pedemontana Costo - Altopiano della Vigolana Trento sud - PalaTrento Trento-Mattarello Gianni Caproni | 374,1 | Uscita 2                       | 2      | Trento    |
|                                                       | Area di servizio | 375,2 | (solo direzione sud)           | 2      | Trento    |
|                                                       | Via Fersina | 375,8 | (solo direzione nord)          | 2      | Trento    |
|                                                       | Torrente Fersina | 375,9 |                                | 2      | Trento    |
|                                                       | Via Alcide Degasperi ospedale | 376,1 | Uscita 3 (solo direzione nord) | 2      | Trento    |
|                                                       | Tangenziale Ovest di Trento | 376,4 |                                | 2      | Trento    |

## Tangenziale Ovest di Trento
La Tangenziale Ovest di Trento, che percorre anche la strada statale 12 dell'Abetone e del Brennero, va dal km 376,47 al km 383,0 della SS 12, avendo così 6,53 chilometri di lunghezza.
Sulla strada è possibile percorrere sempre ad una velocità che varia dai 70 ai 90 km/h e nell'intero tratto sono presenti 2 corsie di percorrenza per senso di marcia.
| dell'Abetone e del Brennero Tangenziale Ovest di Trento | |       |                                              |        |        |
| Tipo                                                    | Indicazione | km    | Note                                         | Corsie | Comune |
|                                                         | Tangenziale Sud di Trento |       |                                              | 2      | Trento |
|                                                         | Ravina Destra Adige - Romagnano | 376,1 | Uscita 3 (solo direzione sud) in costruzione | 1      | Trento |
|                                                         | ospedale - MUSE - stadio Parcheggio M.Baldo - fiera | 376,7 | Uscita 4                                     | 2      | Trento |
|                                                         | Ponte San Nicolò - Fiume Adige | 377   |                                              | 2      | Trento |
|                                                         | Dipendenti - C.R.Z. di Trento | 377,3 | (solo direzione nord)                        | 2      | Trento |
|                                                         | Centro Integrato C.R.Z. di Trento | 377,4 | (solo direzione nord)                        | 2      | Trento |
|                                                         | Località Costa San Nicolò | 378,2 | (solo direzione sud)                         | 2      | Trento |
|                                                         | Piedicastello motorizzazione di Trento | 378,5 | Uscita 5                                     | 2      | Trento |
|                                                         | Galleria Doss Trento | 378,8 |                                              | 2      | Trento |
|                                                         | Trento centro - stazione | 379,7 | Uscita 6B (solo direzione sud)               | 2      | Trento |
|                                                         | Trento centro - stazione - Brennero-Modena Gardesana Occidentale - Riva del Garda - Arco del Monte Bondone - Monte Bondone - Valle dei Laghi del Caffaro - Comano Terme - Valle del Chiese - Storo di Campiglio - Tione - Val Rendena - Madonna di Campiglio Parcheggio Zuffo - Vela | 379,8 | Uscita 6                                     | 2      | Trento |
|                                                         | Fiume Adige | 380,2 |                                              | 2      | Trento |
|                                                         | Campotrentino Via Enzo Maccani | 380,6 | Uscita 7                                     | 2      | Trento |
|                                                         | Area di servizio | 381,3 |                                              | 2      | Trento |
|                                                         | Roncafort Via Enzo Maccani - Via del Commercio | 381,6 | (solo direzione nord)                        | 2      | Trento |
|                                                         | Mezzolombardo - Tangenziale Nord di Trento Brennero-Modena - Interporto RO.LA. dell'Abetone e del Brennero - Bolzano - Lavis della Val di Non - Val di Non - Val di Sole | 381,7 | Uscita 8                                     | 2      | Trento |
|                                                         | Viadotto di Canova | 382,2 |                                              | 2      | Trento |
|                                                         | Trento nord | 382,7 | Uscita 9A (solo direzione nord)              | 2      | Trento |
|                                                         | dell'Abetone e del Brennero - Gardolo | 383   | Uscita 9B (solo direzione nord)              | 2      | Trento |
|                                                         | dell'Abetone e del Brennero - Gardolo Trento nord | 383   | Uscita 9 (solo direzione sud)                | 2      | Trento |
|                                                         | Trento est exSS47 delle Laste - Martignano - Cognola - Povo | -     | Uscita 10                                    | 2      | Trento |
|                                                         | della Valsugana - Padova - Pergine Valsugana |       |                                              | 2      | Trento |

## Tangenziale Nord di Trento (SP 235)
La Tangenziale Nord di Trento, o strada provinciale 235 dell'Interporto è una strada provinciale della provincia autonoma di Trento che mette in collegamento i comuni della parte settentrionale del Trentino con l'Interporto e la Tangenziale Ovest di Trento.
Ha una lunghezza complessiva di 17,08 chilometri ed ha inizio all'uscita 8 della Tangenziale Ovest di Trento. La strada nell'intero percorso passa nella parte nord-ovest della Valle dell'Adige ed è affiancata alla Autostrada A22, in modo da non disturbare il traffico e la quiete cittadina. La strada presenta 6 diverse uscite, prima di raggiungere ed immettersi infine alla SS 43 della Val di Non.
In ordine da sud a nord si trova l'uscita Interporto RO.LA., uscita Spini di Gardolo - Autostrada A22 (dalla quale è possibile raggiungere le frazioni di Gardolo e Meano), uscita Lavis (dalla quale è possibile ricongiungersi alla SS 12 dell'Abetone e del Brennero e tramite la SS 612 della Val di Cembra è possibile arrivare all'omonima valle e Cavalese), uscita verso Zambana Vecchia e per la strada provinciale 90 Destra Adige per Zambana e Nave San Rocco tramite una rotatoria, uscita Mezzolombardo - Autostrada A22 (dalla quale è possibile raggiungere Mezzocorona e San Michele all'Adige) ed infine l'uscita Mezzolombardo - Fai della Paganella.
| dell'Interporto Tangenziale Nord di Trento | |      |                       |        |               |
| Tipo                                       | Indicazione | km   | Note                  | Corsie | Comune        |
|                                            | Tangenziale Ovest di Trento |      | Uscita 8              | 2      | Trento        |
|                                            | della Valsugana - Padova - Valsugana Trento nord - Trento est dell'Abetone e del Brennero - Verona - Rovereto Brennero-Modena - Trento centro Gardesana Occidentale - Riva del Garda | 0,5  | (solo direzione sud)  | 2      | Trento        |
|                                            | Area di servizio | 1    | (solo direzione nord) | 2      | Trento        |
|                                            | Interporto RO.LA. | 1,4  | (solo direzione nord) | 2      | Trento        |
|                                            | Spini di Gardolo - Brennero-Modena Gardolo - Interporto Gardolo-Lases - Meano - Albiano                                                                                              | 3,1  |                       | 2      | Trento        |
|                                            | Torrente Avisio | 4,1  |                       | 2      | Lavis         |
|                                            | di Lavis (circonvallazione di Lavis) - Lavis dell'Abetone e del Brennero - Bolzano - Zambana della Val di Cembra - Cembra - Cavalese Lavis                                           | 5,9  |                       | 2      | Lavis         |
|                                            | Ponte Kaiserjäger | 7,1  |                       | 1      | Lavis         |
|                                            | Destra Adige - Zambana - Nave San Rocco; Mezzolombardo - Bolzano - Brennero - Val di Non - Val di Sole - Altopiano della Paganella; Zambana Vecchia; Trento - Lavis - Modena;        | 8,3  |                       | 1      | Terre d'Adige |
|                                            | Mezzolombardo - Brennero-Modena Mezzocorona - San Michele all'Adige - Rupe dell'Abetone e del Brennero - Bolzano                                                                     | 12,1 |                       | 1      | Mezzolombardo |
|                                            | Ponte Ululone - Torrente Noce | 12,6 |                       | 1      | Mezzolombardo |
|                                            | Rupe | 13,1 |                       | 2      | Mezzolombardo |
|                                            | Mezzolombardo di Fai - Fai della Paganella | 17   |                       | 2      | Mezzolombardo |
|                                            | della Val di Non - Cles - Malè - Andalo - Molveno |      |                       | 1      | Mezzolombardo |

## Circonvallazione di Lavis (SP 255)
La Circonvallazione di Lavis, o strada provinciale 255 di Lavis, è una strada provinciale della provincia autonoma di Trento lunga 1,519 km, che mette in collegamento la Tangenziale Nord di Trento (o SP 235 dell'Interporto) con la strada statale 12 dell'Abetone e del Brennero nei pressi di Lavis.
La strada va a sostituire la ex SP 95 della Funivia della Paganella ormai declassificata ed in parte eliminata, andando così a deviare il traffico lontano dalle zone urbane, prima disturbate da un numero elevato di veicoli percorrenti.
L'inizio della strada è collegata ad una rotonda all'uscita "Lavis" della Tangenziale Nord di Trento e procede in direzione ovest, dove dopo pochi metri è situata un'altra rotatoria la quale permette il raggiungimento della zona industriale di Lavis oppure di proseguire in direzione Lavis-Bolzano-SS 12. Dopo circa 1 km di strada ad alto scorrimento è presente un'ultima rotonda posta alla fine della strada, dove si trova il collegamento con la SS 12, e si potrà proseguire in direzione di Lavis-Cembra oppure per Bolzano-Autostrada A22.
| di Lavis Circonvallazione di Lavis | |     |      |        |        |
| Tipo                               | Indicazione | km  | Note | Corsie | Comune |
|                                    | Tangenziale Nord di Trento - Trento; Tangenziale Nord di Trento - Mezzolombardo - ; Lavis - Bolzano - Lavis;        | 0   |      | 1      | Lavis  |
|                                    | Ferrovia del Brennero                                                                                               | 0,1 |      | 1      | Lavis  |
|                                    | Lavis - dell'Abetone e del Brennero - Bolzano; dell'Abetone e del Brennero - Trento - ; Zona industriale di Lavis ; | 0,2 |      | 1      | Lavis  |
|                                    | dell'Abetone e del Brennero - Bolzano - ; dell'Abetone e del Brennero - Lavis - Cembra; Zambana;                    | 1,5 |      | 1      | Lavis  |

## Raccordo al casello A22 Trento sud (SP 256)
Il Raccordo al casello A22 Trento sud, o strada provinciale 256 Trento sud - Ravina, è una strada provinciale della provincia autonoma di Trento lunga 1,024 km, che mette in collegamento la Tangenziale Sud di Trento (o SS 12) ed il casello Trento sud dell'Autostrada A22 con la strada provinciale 90 Destra Adige a Ravina, creando così un importante trasversale della Valle dell'Adige per deviare il traffico.
| Trento sud - Ravina Raccordo al casello A22 Trento sud | |     |      |        |        |
| Tipo                                                   | Indicazione | km  | Note | Corsie | Comune |
|                                                        | Tangenziale Sud di Trento - Bolzano - Trento nord ; Brennero-Modena - Destra Adige - Ravina; Trento-Mattarello Gianni Caproni; Verona - Rovereto; di Val d'Assa e Pedemontana Costo - Vicenza - Vigolana; Trento sud - PalaTrento; | 0   |      | 1      | Trento |
|                                                        | Ponte sull'Adige | 0,1 |      | 1      | Trento |
|                                                        | Destra Adige - Ravina - Romagnano; Parcheggio A22 casello Trento sud ; Brennero-Modena; Trento - Verona - Bolzano - Vicenza; | 0,2 |      | 1      | Trento |
|                                                        | Ponte sull'Autostrada A22 Brennero-Modena | 0,4 |      | 1      | Trento |
|                                                        | Ravina; Ravina; Aldeno - Romagnano; A22 - Trento - Verona - Bolzano - Vicenza; | 1,0 |      | 1      | Trento |

## Storia
Diversi tratti della tangenziale sono stati costruiti in anni differenti:
- Trento sud-Piedicastello (1969-1973, con il Ponte San Nicolò sopra l'Adige ultimato nel 1973)
- Campotrentino-Trento nord (1975-1978, con il Viadotto di Canova ultimato nel 1976)
- Mattarello-Trento sud (2003-2005)
- Nuove Gallerie Doss Trento (2003-2007)
- Trento est-Martignano (2002-2007)

In seguito al decreto legislativo 2 settembre 1997, n. 320, dal 1º luglio 1998 la gestione del tratto trentino delle strade statali è passata dall'ANAS alla Provincia autonoma di Trento. Quest'ultima ha lasciato la classificazione e la sigla di statale (SS) alle strade, poiché non si tratta di un trasferimento dal demanio dello Stato a quello delle Regioni, ma di una delega in materia di viabilità, e pertanto la titolarità resta sempre dello Stato.